# 東京ガスクリエイターズ
東京ガスクリエイターズ（とうきょうガスクリエイターズ、英: Tokyo Gas Creators）は、日本の東京都江東区に本拠地を置くアメリカンフットボールのクラブチーム。Xリーグ1部のX1 Superに所属する。練習場は東京ガス深川グランド。
メインスポンサーは大手ガス会社・都市ガス事業者の東京ガス。

## 概要
チームは、1982年に京都大学の主将であったRB松田明彦（現・シニアアドバイザー）が中心となって、東京ガス社内から希望した社員を集め、1985年に「東京ガスクリエイターズ」として創設された。1988年頃には、部員数の増加によって企業チームやクラブチームと練習試合を行うようになり、実業団として1989年に日本社会人アメリカンフットボール協会に準加盟、1990年に正式加盟を果たした。翌年1991年には関東社会人1部リーグで優勝し、東日本社会人2部リーグへ昇格した。
Xリーグが発足した1996年からリーグへ参加しており、東京ガスグループの社員を中心とした体制でX3、X2にて活動を行っていた。2002年より実業団からクラブチームにチーム体制を変更すると、選手獲得などで戦力を強化し、同年にX2で優勝、2003年よりX1リーグへの昇格を果たした。これ以降、タイトルを獲得することはなかったが、X1から降格することなく所属し続けている。

## 歴史
1985年、「東京ガスクリエイターズ」としてチーム創設。
1989年に日本社会人アメリカンフットボール協会に準加盟し、1990年に日本社会人アメリカンフットボール協会に正式加盟。
1991年は関東社会人1部リーグで優勝し、東日本社会人2部リーグへ昇格。
1992年、関東社会人1部リーグへ降格。
1994年は関東社会人1部リーグで優勝し、再び東日本社会人2部リーグへ昇格した。
1997年、関東社会人リーグへ降格。
1998年は春の関東社会人トーナメントで初優勝を果たす。同年は関東社会人1部リーグ優勝し、X2リーグへ昇格した。
2002年にX2リーグで優勝し、Xリーグへ昇格。
2008年にチーム名を「オール東京ガスクリエイターズ」に改称。
2012年にチーム名を「東京ガスクリエイターズ」に改称した。

## タイトル

### 社会人リーグ
- なし

### 社会人VS学生大会
- なし

## 成績

### 秋季リーグ戦成績
|  |  |  | 優勝 |  | 準優勝 |  | 昇格 |  | 降格 |

#### 2009年-2015年（3ステージ制）
| 年度 | 所属      | 1stステージ | 1stステージ | 1stステージ | 1stステージ | 2ndステージ     | Finalステージ               |
| 年度 | 所属      | 勝          | 負          | 分          | 順位        | 2ndステージ     | Finalステージ               |
| ---- | --------- | ----------- | ----------- | ----------- | ----------- | --------------- | --------------------------- |
| 2009 | X EAST    | 1           | 6           | 0           | 6位         | Buttle9：1勝1敗 | X1-X2入替戦勝利（対警視庁） |
| 2010 | X CENTRAL | 2           | 5           | 0           | 5位         | Buttle9：2勝    |                             |
| 2011 | X CENTRAL | 2           | 5           | 0           | 5位         | Buttle9：2勝    |                             |
| 2012 | X CENTRAL | 3           | 4           | 0           | 4位         | Buttle9：2勝    |                             |
| 2013 | X EAST    | 3           | 4           | 0           | 4位         | Buttle9：1勝1敗 |                             |
| 2014 | X EAST    | 3           | 5           | 0           | 4位         | Buttle9：1勝1敗 |                             |
| 2015 | X CENTRAL | 1           | 5           | 0           | 5位         | Buttle9：2勝    |                             |

#### 2016年-2018年（2ステージ制）
| 年度 | 所属      | レギュラーシーズン | レギュラーシーズン | レギュラーシーズン | レギュラーシーズン | プレーオフ                                 |
| 年度 | 所属      | 勝                 | 負                 | 分                 | 順位               | プレーオフ                                 |
| ---- | --------- | ------------------ | ------------------ | ------------------ | ------------------ | ------------------------------------------ |
| 2016 | X CENTRAL | 3                  | 6                  | 0                  | 4位                | ―                                          |
| 2017 | X EAST    | 3                  | 6                  | 0                  | 5位                | ―                                          |
| 2018 | X CENTRAL | 7                  | 2                  | 0                  | 4位                | クオーターファイナル敗退（対パナソニック） |

#### 2019年-現在（Super・Area制）
| 年度 | 所属     | レギュラーシーズン | レギュラーシーズン | レギュラーシーズン | レギュラーシーズン | プレーオフ                           |
| 年度 | 所属     | 勝                 | 負                 | 分                 | 順位               | プレーオフ                           |
| ---- | -------- | ------------------ | ------------------ | ------------------ | ------------------ | ------------------------------------ |
| 2019 | X1 Super | 2                  | 5                  | 0                  | 6位                | ―                                    |
| 2020 | X1 Super | 0                  | 2                  | 0                  | 3位                | 短縮日程のため出場なし               |
| 2021 | X1 Super | 2                  | 5                  | 0                  | 6位                | ―                                    |
| 2022 | X1 Super | 1                  | 4                  | 0                  | B5位               | ―                                    |
| 2023 | X1 Super | 2                  | 3                  | 0                  | A4位               | クオーターファイナル敗退（対富士通） |

※2022年からはX1 SuperがDiv.AとDiv.Bの2ディビジョンに分かれて実施。